# Erich Klossowski
Erich Klossowski ( Eryk Kłossowski, ur. 19 grudnia 1875 w Ragnecie, prowincja Prusy Wschodnie, Cesarstwo Niemieckie, zm. 23 stycznia 1949 w Sanary-sur-Mer we Francji) – niemiecki historyk sztuki, pochodzący z polskiej rodziny szlacheckiej Kłossowskich herbu Rola. 
Był pierwszym mężem Baladine Klossowskiej (ur. jako Elizabeth Dorothea Spiro, 1886–1969), ojcem malarza Balthusa (1908–2001) i pisarza Pierre'a Klossowskiego (1905–2001). Był malarzem i historykiem sztuki, autorem niemieckojęzycznej monografii Honorégo Daumiera i francuskojęzycznej monografii Eugène'a Delacroix. Na życzenie żony zamieszkał wspólnie z nią w Paryżu, tam urodzili się jego synowie. Rozwiódł się z żoną w roku 1917 i poślubił Szwajcarkę Hilde Stieler, która uprzednio rozwiodła się z reżyserem Kurtem Stielerem.

## Dzieła
- La collection Cheramy; catalogue raisonné précédé d'études sur les maîtres principaux de la collection, par J. Meier-Graefe et E. Klossowski; illustré de 127 héliotypies et de 2 héliogravures hors texte. Munich, R. Piper et Cie, 1908 (Contents Les peintres anglais et Constable, par J. Meier-Graefe.—Eugène Delacroix, par E. Klossowski.—La collection Cheramy, par J. Meier-Graefe.—Catalogue des tableaux anciens.—Catalogue des tableax de l'école anglaise.—Catalogue des tableaux de l'école française)
- Honore Daumier, Erich Klossowski, München : R. Piper, 1923